# Haouamina
Las haouaminas son pseudoalcaloides azafluorénicos ciclofánicos. Garrido y colaboradores las aislaron en 2003 del tunicado marino Aplidium haouarianum, el cual se colectó en las costas del sur de España. La diferencia entre la haouamina A y la haouamina B es el grupo hidroxilo en la posición 21. Las houaminas presentan una estructura de indeno-tetrahidropiridina, un azaparaciclofano con impedimento estérico, un centro diarilo cuaternario y un doble enlace anti-Bredt.

## Actividad biológica
La haouamina A presenta actividad potente y selectiva contra las líneas celulares HT-29 (IC50=0.1 µg/mL). La haouamina B ha mostrado citotoxicidad contra las líneas celulares MS-1 (IC50= 5 µg/mL ).

## Biosíntesis
Poco se sabe acerca de la biosíntesis de estos compuestos. La hipótesis planteada es una biosíntesis de un anillo de piridina a partir de 4 moléculas de 2-(m-hidroxifenil)acetaldehído:

## Síntesis
Se han realizado varias aproximaciones para lograr sintetizar las halouaminas, como Burns, Trauner y Rawal. A continuación se ilustra la síntesis total de Baran: